# Loretta Island
Loretta Island är en ö i Kanada.   Den ligger i Regional District of Kitimat-Stikine och provinsen British Columbia, i den sydvästra delen av landet, 3 800 km väster om huvudstaden Ottawa. Arean är 12 kvadratkilometer.
Öns högsta punkt är 463 meter över havet. Den sträcker sig 5,3 kilometer i nord-sydlig riktning, och 4,4 kilometer i öst-västlig riktning.
Inlandsklimat råder i trakten. Årsmedeltemperaturen i trakten är 1 °C. Den varmaste månaden är augusti, då medeltemperaturen är 12 °C, och den kallaste är mars, med −5 °C.